# Jill Dolan
Jill Susan Dolan (née le 30 mai 1957) est une professeure, auteure, blogueuse et militante féministe américaine. Ses domaines d’activité sont le théâtre, les études de genre et la théorie féministe. Elle est doyenne à l’Université de Princeton jusqu’en 2024, où elle enseigne l’anglais et les études théâtrales. Dolan a reçu un prix Lambda Literary dans la catégorie dramatique, pour son édition de Menopausal Gentlemen: Plays and Performances of Peggy Shaw.

## Biographie
Jill Dolan a obtenu son doctorat en études artistiques et dramatiques à l’Université de New York.
Dolan enseigne comme professeur à l’Université du Wisconsin à Madison de 1988 à 1994 ou encore à l’Université de la ville de New York.
En 1996, elle prend le poste de directrice exécutive au Centre d’études LGBTQ (en) qu'elle quittera en 1999. 
Dolan rejoint alors le département de théâtre et danse de l’Université du Texas à Austin, en tant que directrice du département. Elle y fait partie de l’Academy of Distinguished Teachers jusqu’en 2006.
Elle rejoint l’Université de Princeton en 2008 où elle enseigne l’anglais et le théâtre, et y devient doyenne en 2015. L’année suivante, elle entre à l’Académie américaine des arts et des sciences.
Dolan cesse ses activités d’enseignement en 2024 et continue ses recherches jusqu’à sa retraite prévue en 2026.

## Travaux remarquables

### The Feminist Spectator
Le blog de Jill Dolan, The Feminist Spectator, ouvert en 2005, reçoit le prix George Jean Nathan pour la critique dramatique en 2012. Dolan est alors la 7e femme récipiendaire sur les 56 prix décernés jusque-là. Elle y écrit principalement des billets de critique théâtrale, mais aborde aussi plus ponctuellement le cinéma et la télévision. Elle y intègre fréquemment des « questions de genre et de sexualité (et de différence, plus largement) ».

### Theater & Sexuality
Theater & Sexuality de Jill Dolan fait partie de la série Theater& de Palgrave et Macmillan, une compilation de titres de divers experts de la discipline théâtrale qui propose des analyses intersectionnelles du théâtre pour un public plus large. Bien que certains reprochent à Dolan d’avoir limité ses explorations à un canon explicitement occidental de la littérature théâtrale, elle est aussi remarquée pour sa capacité à vulgariser la complexité de la sexualité, de l'identité et des sujets LGBTQ à un large public sans en perdre les nuances. Le livre est préfacé par Tim Miller (en) et déroule un aperçu historique de la sexualité dans la théorie et la pratique du théâtre, dans le cadre de pensée constructiviste social tel que défini par Michel Foucault et Judith Butler et se termine par une analyse textuelle de Belle Reprieve. Tout au long du livre, Dolan guide un public général à travers l'histoire des droits LGBTQ, l’art de la performance et la pratique du théâtre.

## Vie personnelle
La compagne de Jill Dolan, Stacy Wolf, est également universitaire, elle concentre son travail sur l’analyse féministe et queer des comédies musicales, notamment de Broadway.

## Distinctions
- prix William Kiekhofer de l’Université du Wisconsin à Madison, pour ses enseignements[10]
- 2011 : prix Georges Jean Nathan de critique dramatique (en) pour son blog The Feminist Spectator[6]
- 2011 : prix de l’Association for Theater in Higher Education (en) pour sa carrière[11]
- 2011 : prix d’excellence du Women and Theater Program[11]
- 2013 : prix de l’American Society for Theatre Research (en) pour sa carrière académique[2]
- 2016 : élue membre de l’Académie américaine des arts et des sciences[7]

Dolan a également édité Menopausal Gentlemen: Plays and Performances of Peggy Shaw, qui a remporté le Lambda Literary Award dans la catégorie drama en 2012.

## Publications
- (en) The Feminist Spectator (blog)
- (en) Theater and Sexuality
- (en) Jill Dolan, Presence and Desire: Essays on Gender, Sexuality, Performance, University of Michigan Press, coll. « Critical perspectives on women and gender », 1993, 217 p. (ISBN 9780472065301)
- (en) Jill Dolan, « Geographies of Learning: Theatre Studies, Performance, and the "Performative" », Theatre Journal, vol. 45, no 4,‎ 1993, p. 417–441 (ISSN 0192-2882, DOI 10.2307/3209014, lire en ligne)
- (en) Jill Dolan, « Building a Theatrical Vernacular: Responsibility, Community, Ambivalence, and Queer Theatre », Modern Drama, vol. 39, no 1,‎ mars 1996, p. 1–15 (ISSN 1712-5286, DOI 10.1353/mdr.1996.0004, lire en ligne)
- (en) Jill Dolan, « Producing Knowledges That Matter: Practicing Performance Studies Through Theatre Studies », TDR (1988-), vol. 40, no 4,‎ 1996, p. 9–19 (ISSN 1054-2043, DOI 10.2307/1146587, lire en ligne)
- (en) Jill Dolan, « Gay and Lesbian Professors: Out on Campus », Academe, vol. 84, no 5,‎ 1998, p. 40–45 (ISSN 0190-2946, lire en ligne)
- (en) Jill Dolan, Utopia in Performance: Finding Hope at the Theater, University of Michigan Press, 2005 (ISBN 978-0-472-09907-8, DOI 10.3998/mpub.119520, lire en ligne)
- (en) Jill Dolan, Wendy Wasserstein, University of Michigan Press, coll. « Michigan Modern Dramatists », 2017 (ISBN 978-0-472-05362-9 et 978-0-472-12313-1)